# The Mojomatics
I Mojomatics (o The Mojomatics) sono stati un gruppo musicale italiano formatosi a Venezia nel 2003. Il loro stile musicale comprendeva numerosi generi: garage rock, power pop, folk, country e post-punk iniettati con la melodia del pop anni sessanta tipica della British invasion.

## Storia
Si tratta di un duo costituitosi a Venezia nel 2003 e composto da Matteo Bordin aka MojoMatt (voce, chitarra, armonica) e Davide Zolli aka DavMatic (batteria e percussioni).
Avendo subito pubblicato un EP intitolato Devil Got My Woman per la Shake You Ass Records, cominciarono un tour senza sosta in Italia e nel resto d'Europa, suonando come gruppo spalla per band come Jon Spencer Blues Explosion, The (International) Noise Conspiracy, Supersuckers e Demolition Doll Rods. Durante il tour firmarono un contratto con l'etichetta tedesca Alien Snatch, che pubblicò nel 2004 il loro album di debutto A Sweet Mama Gonna Hoodoo Me, composto da sedici brani di blues, post-punk e fulminee armonie pop.
Songs For Faraway Lovers è il loro secondo album, autoprodotto, che viene pubblicato dalla Alien Snatch nel 2006. In questo disco si possono trovare le radici blues del gruppo ed alcune ballate tipicamente folk americano.
A supporto della nuova uscita discografica si imbarcano in un lungo tour europeo, suonando in Italia, Germania, Francia, Paesi Bassi, Austria, Svizzera, Danimarca, Svezia e Norvegia e aprendo gli show di gruppi come Black Lips, Arctic Monkeys, Gogol Bordello e Radio Birdman.
Esce nel 2008 il loro terzo album Don't Pretend That You Know Me per la Ghost Records, con distribuzione in tutta Europa e USA. Questo album ottiene recensioni entusiaste nel circuito garage e la critica lo riconosce come il loro migliore lavoro in studio.
Nel 2009 affrontano un tour in Canada e negli Stati Uniti.
Nell'aprile 2012 pubblicano il loro quarto album You Are The Reason For My Troubles (Wild Honey, Outside Inside).
Nel settembre 2014 si sono sciolti.

## Formazione

### Ultima
- Matteo Bordin - voce, chitarra, armonica
- Davide Zolli - batteria, percussioni

### Ex componenti
- Gabriele Boi - basso (2008-2009, solo per il tour di Don't Pretend That You Know Me)

## Discografia

### EP
- 2003 - Devil Got My Woman (Shake Your Ass Records)
- 2004 - Ballads in the Suitcase (Shake Your Ass Records)
- 2005 - Nothin' About Nothin (Alien Snatch Records)
- 2007 - Down My Spine (Wild Honey/Goodfellas)
- 2009 - Don't Believe Me Ehen I'm High (Bad Afro Records)
- 2009 - Tears Fall Down (Hell, Yes! Records)
- 2009 - Another Cheat on Me (Douchemaster Records)
- 2009 - Love Wild Fever (Big Neck Records)

### Album in studio
- 2004 - A Sweet Mama Gonna Hoodoo Me (Alien Snatch Records)
- 2006 - Songs For Faraway Lovers (Alien Snatch Records/La Valigetta)
- 2008 - Don't Pretend That You Know Me (Ghost Records)
- 2012 - You Are The Reason For My Troubles (Outside Inside Records/Wild Honey)

### Raccolte
- 2010 - Singles 2009

### Collaborazioni
- 2005 - Wild Sazanami Beat vol.2 (partecipazione con il brano "The Story That I Tell")
- 2008 - Post-Remixes vol.1 (partecipazione con la cover di "Mexican Radio" dei Wall of Voodoo )
- 2012 - GaragePunk Hideout comp. vol.8: "Supercharched Sounds" (partecipazione con il brano "Cut It Off")

## Videoclip
- 2006 - No Place to Go
- 2009 - Wait a While
- 2009 - Don't Believe Me When I'm High
- 2012 - You Are the Reason For My Troubles
- 2013 - You Don't Give a Shit About Me